# Алжиро-турецкие отношения
Алжиро-турецкие отношения — двусторонние дипломатические отношения между Алжиром и Турцией.

## История
Отношения Турции с Алжиром начались с прибытия братьев Барбаросс в Алжир в 1516 году.
С XVI века до 1830 года северный Алжир был частью Османской империи. Тогда он назывался Османский Алжир. Город Алжир был одним из эялетов и пользовался значительной степенью автономии. Согласно оценке МИД Турции, «у Турции и Алжира общая история, а также глубокие культурные и братские узы».
Турция сначала проголосовала против (1955), а затем воздержалась (1958) при голосовании ООН по вопросу о независимости Алжира. Основная причина этого заключалась в стремлении Турции сблизиться с Францией, а поддержка независимости Алжира негативно повлияла бы на отношения между Францией и Турцией.
Дипломатические отношения Турции с Алжирской Народной Демократической Республикой были установлены в 1962 году, когда страна обрела независимость.
Решение по голосованию турецких официальных лиц спустя время было раскритиковано как склонность к краткосрочному подходу и нанесло ущерб двусторонним отношениям. Первый шаг к восстановлению ситуации сделал премьер-министр Турции Тургут Озал. В 1985 году он посетил Алжир и извинился за неблагоприятное голосование Турции. В следующем году премьер-министр Алжира Абдельхамид Брахими нанёс визит (первый официальный визит Алжира в Турцию) и подписал соглашение о торговле нефтью с Турцией. В 1999 году президент Турции Сулейман Демирель заявил, что полностью стёрлись негативные коннотации того, что Турция воздержалась при голосовании в 1958 году. Президент Алжира Абдельазиз Бутефлика находился с визитом в Турции в 2005 году. Взаимные визиты стали поворотным моментом в укреплении двусторонних отношений, а также в возрождении дружбы между странами.

## Дипломатические отношения
Алжир считается важным партнёром Турции в исламском мире и Африке. Между тем Алжир — близкий партнёр Ирана. Фактически, Алжир был одной из стран, которые воздержались при голосовании по проекту резолюции ООН 2012 года, осуждающему нарушения прав человека режимом президента Сирии Башара Асада, который поддерживается Ираном. Иранские официальные лица ранее также подчёркивали, что Иран и Алжир способны создать новый мировой порядок. Осознавая эту ситуацию, Турция, похоже, полна решимости не оставлять своих потенциальных африканских партнёров в руках конкурирующих региональных и глобальных держав. Поэтому в 2013 году премьер-министр Турции Реджеп Тайип Эрдоган посетил Алжир и встретился с его президентом Абдель Азизом Бутефликой. Было расширено сотрудничество как в области экономики, так и в области политики и безопасности.
В 2016 году было отмечено 500-летие начала отношений между двумя странами.
Считается, что визит президента Эрдогана в Алжир 26—28 февраля 2018 года ускорил отношения между двумя странами. В рамках визита было подписано 7 соглашений, 2 из которых носили коммерческий характер, а также организован бизнес-форум с участием около 700 бизнесменов из обеих стран. Визит министра иностранных дел Алжира Абделькадера Мессахеля 22 февраля 2018 года стал первым за 10 лет визитом Алжира в Турции на высшем уровне. Во время визита президента Эрдогана в Алжир в феврале 2018 года были затронуты различные аспекты двусторонних отношений, и обе стороны подтвердили свою готовность к дальнейшему углублению отношений.
В парламентах двух стран действуют группы дружбы. Парламентская делегация во главе с Нуреддином Бельмедахе, председателем Комиссии по иностранным делам, сотрудничеству и миграции Национального народного ассамблеи Алжира, посетила 15—21 января 2017 года Турцию по приглашению председателя парламентского комитета по иностранным делам Великого национального собрания Турции Таха Озхана. Турецкая парламентская делегация во главе с послом и председателем парламентского комитета по иностранным делам Волканом Бозкиром посетила 24—27 декабря 2017 года Алжир по приглашению председателя Национального народного ассамблеи Алжира по иностранным делам Си Афифа. 2—5 мая 2018 года Комиссия по сотрудничеству и миграции во главе с Си Афифом посетила Турцию.

## Экономические отношения
Алжир — 23-й по величине экспортный рынок Турции и 25-й по величине поставщик импортных товаров с общим объёмом торговли 4,5 млрд, в то время как Турция является 6-м крупнейшим экономическим партнёром Алжира. Наиболее экспортируемые из Алжира товары в Турцию — нефтяные углеводороды и природный газ. Больше всего строительных материалов Алжир импортирует из Турции. Алжир является четвёртым по величине поставщиком природного газа в Турцию с 8%-ной долей.
Президент Турции Реджеп Тайип Эрдоган заявлял об экономических отношениях с Алжиром следующее:
Мы рассматриваем Алжир как остров политической и экономической стабильности в регионе. Наш первый торговый партнёр в Африке — Алжир. <...> Около тысячи турецких фирм находятся в Алжире и ведут бизнес с объёмом инвестиций в 3,5 млрд $.

## В области культуры
В 2017 году на турецкие средства был восстановлен один из символов 500-летней дружбы между Турцией и Алжиром — мечеть Кетшава в городе Алжире. Реставрация была одним из проектов, связанных с «Соглашением о дружбе и сотрудничестве», подписанным во время визита премьер-министра Турции Реджепа Тайипа Эрдогана в Алжир в 2006 году. По просьбе алжирской стороны было решено, что помимо мечети, некоторые дома в историческом районе города, а также дворец Бея и мечеть Паши в провинции Оран будут отреставрированы Турцией. Историческая мечеть Кетшава была отремонтирована и вновь была официально открыта для публики президентом Алжира Абдель Азизом Бутефликой 9 апреля 2018 года. Продолжается работа над другими проектами частным сектором через Турецкое агентство по сотрудничеству и координации (TİKA).
В соответствии с протоколом, подписанным между Институтом имени Юнуса Эмре и Университетом «Алжир-2», Институт имени Юнуса Эмре вносит свой вклад в двусторонние культурные отношения между странами и предоставляет курсы турецкого языка в Университете «Алжир-2».

## Сотрудничество в сфере безопасности
В 2003 году министры Турции и Алжира подписали меморандум о безопасности против наркотиков, торговли людьми и организованной преступности. Обе стороны назвали терроризм большой проблемой и обсудили объединённую борьбу против таких групп и организаций. К октябрю того же года было подписано соглашение о военном сотрудничестве. Соглашение включало такие пункты, как передача технологий, общие военные учения и обмен военной информацией. Турция, как член НАТО, играет значительную роль в потеплении отношений между группой и Алжиром из-за важности Алжира для региональной безопасности Африки и Ближнего Востока и Северной Африки.